# Hana Takahashi
Hana Takahashi (jap. 高橋 はな, Takahashi Hana; * 19. Februar 2000 in Kawaguchi, Präfektur Saitama) ist eine japanische Fußballnationalspielerin.

## Karriere

### Verein
Takahashi spielte in der Jugend für die Urawa Reds Ladies. Sie begann ihre Karriere bei Urawa Reds Ladies.

### Nationalmannschaft
Durch den zweiten Platz bei der U-16-Asienmeisterschaft, bei der sie in vier Spielen als Stürmerin drei Tore erzielte, konnte sie mit der japanischen U-17-Nationalmannschaft an der U-17-Weltmeisterschaft der Frauen 2016 teilnehmen und wurde dort ebenfalls Zweite – in beiden Fällen hinter Nordkorea. Auch hier erzielte sie in vier Spielen drei Tore.
Mit der U-19-Mannschaft gewann sie die U-19-Asienmeisterschaft 2017, bei der sie in einem Gruppenspiel und im Finale – nun in der Abwehr – eingesetzt wurde. Schon mit dem Finaleinzug hatte sich die  japanische U-20-Nationalmannschaft für die U-20-Weltmeisterschaft der Frauen 2018 qualifiziert, wo erstmals der Titel gewonnen wurde. Dabei kam sie in allen sechs Spielen zum Einsatz und verpasste keine Minute.
Im September 2019 wurde sie erstmals für die A-Nationalmannschaft nominiert. Takahashi absolvierte ihr erstes Länderspiel für die japanischen Nationalmannschaft am 6. Oktober 2019 gegen Kanada, bei dem sie in der 79. Minute eingewechselt wurde. Für die einen Monat danach stattgefundene Ostasienmeisterschaft wurde sie nicht berücksichtigt. Erst im April und Juni 2021 folgten weitere Einsätze. Für die wegen der COVID-19-Pandemie um ein Jahr verschobenen Olympischen Spielen in ihrer Heimat wurde sie nicht berücksichtigt. Bei der Europareise im November 2021 wurde sie in der zweiten Minute der Nachspielzeit des Spiels gegen Island eingewechselt. Im Januar 2022 wurde sie in den Kader für die Asienmeisterschaft 2022 berufen. Beim Turnier spielte sie im zweiten Gruppenspiel gegen Vietnam über 90 Minuten, im dritten Gruppenspiel gegen Südkorea wurde sie in der 90. Minute und im Halbfinale gegen China in der 112. Minute eingewechselt. Durch eine Niederlage im Elfmeterschießen schieden die Japanerinnen aus, hatten sich durch den Halbfinaleinzug aber für die WM 2023 qualifiziert.
Am 13. Juni 2023 wurde sie für die WM-Endrunde nominiert.  Bei der WM, die für die Japanerinnen mit einer Viertelfinalniederlage gegen Schweden endete, wurde sie in drei letzten der fünf Spiele ihrer Mannschaft eingesetzt.

## Erfolge

### Nationalmannschaft
- U-19 Asienmeisterschaft: 2017
- U-20-Weltmeisterschaft: 2018

### Vereine
- Nihon Joshi Soccer League 2020